# Fokker XA-7
El General Aviation/Fokker XA-7 fue un prototipo de avión de ataque ordenado en diciembre de 1929, y volado por primera vez en 1931 por Fokker y luego por General Aviation Corporation, tras la compra de Fokker-America por General Motors en 1930, y participar en una competición organizada por el Ejército de los Estados Unidos. Sin embargo, el Curtiss A-8 ganó la competición, y el desarrollo del A-7 no fue continuado.

## Diseño y desarrollo
En 1930, el Ejército estadounidense auspició un concurso para desarrollar una nueva generación de aviones de ataque que debían reemplazar a los biplanos Douglas A-2 y Curtiss A-3 que por entonces equipaban los tres escuadrones del 3rd Attack Group, el único grupo del Ejército dedicado en exclusiva a la misión de ataque.
El XA-7 era un diseño monoplano totalmente metálico de ala baja y biplaza. Estaba propulsado por un motor V12 Curtiss XV-1570-27 Conqueror de 600 hp y refrigerado por líquido, moviendo una hélice bipala. Presentaba una gruesa ala cantiléver, radiador de túnel bajo el morro y dos cabinas abiertas poco separadas. El tren de aterrizaje era convencional fijo, con las ruedas principales carenadas con grandes "pantalones" aerodinámicos. El XA-7 estaba armado con cuatro ametralladoras de 7,62 mm fijas de fuego frontal en las alas y una del mismo calibre operada por el artillero/observador sentado en la cabina trasera.
El XA-7 fue completado en abril de 1931. Su morro y tren de aterrizaje fueron modificados antes de realizar pruebas en Wright Field en junio del mismo año, comenzando los vuelos de pruebas en septiembre. Las modificaciones consistieron en la instalación de unos nuevos carenados de las ruedas y de unos parabrisas ajustables que formaban cabinas en miniatura para el piloto y el artillero. Además, se montó un radiador mejorado debajo del motor que lo hacía más aerodinámico y que modificaba sustancialmente la forma del morro, dejándolo más redondeado y con un buje de la hélice también redondeado.

## Historia operacional
A pesar de presentar algunas características innovadoras, el XA-7 no pasó del estado de pruebas de vuelo. Tras las pruebas, el único prototipo fue desguazado.

## Operadores
Estados Unidos
- Cuerpo Aéreo del Ejército de los Estados Unidos

## Especificaciones

### Características generales
- Tripulación: Dos (piloto y observador/artillero)
- Longitud: 9,5 m (31 ft)
- Envergadura: 14,3 m (46,8 ft)
- Altura: 2,9 m (9,4 ft)
- Superficie alar: 30,9 m² (333 ft²)
- Peso vacío: 1754 kg (3865,8 lb)
- Peso máximo al despegue: 2563 kg (5648,9 lb)
- Planta motriz: 1× motor lineal V-12 refrigerado por agua Curtiss V-1570 Conqueror.
  - Potencia: 447 kW (616 HP; 608 CV)

### Rendimiento
- Velocidad nunca excedida (Vne): 296 km/h (184 MPH; 160 kt)
- Velocidad de entrada en pérdida (Vs): 98 km/h (61 MPH; 53 kt)

### Armamento
- Ametralladoras: 

  - 5 de 7,62 mm (4 fijas y una flexible en la cabina trasera)
- Bombas: 

  - 221 kg

## Aeronaves relacionadas

### Aeronaves similares
- Curtiss XA-8

### Secuencias de designación
- Secuencia A-_ (Aviones de Ataque del USAAS/USAAC/USAAF, 1924-47): ← A-4 - A-5 - A-6 - A-7 - A-8 - A-9 - A-10 →